# Mycetophila santosiana
Mycetophila santosiana är en tvåvingeart som beskrevs av Stora 1936. Mycetophila santosiana ingår i släktet Mycetophila och familjen svampmyggor. Inga underarter finns listade i Catalogue of Life.